# Ischnocnemis eyai
Ischnocnemis eyai är en skalbaggsart som beskrevs av Chemsak och Noguera 1997. Ischnocnemis eyai ingår i släktet Ischnocnemis och familjen långhorningar. Inga underarter finns listade i Catalogue of Life.